# 381 Dywizja Strzelecka (ZSRR)
381 Dywizja Strzelecka (ros. 381-я стрелковая дивизия) – związek taktyczny piechoty Armii Czerwonej z okresu II wojny światowej.

## Historia
Dywizja weszła do walki w grudniu 1941 roku w okolicach Rżewa. Wykrwawiona, a następnie uzupełniona, powróciła do walki. W czerwcu 1944 wysłana na front fiński, gdzie wzięła udział w bitwie pod Vuosalmi w składzie 98 Korpusu Strzeleckiego. W końcu lipca 1944 przebazowana w rejon Brok-Ostrów Mazowiecka, dywizja wzięła udział w operacji mławsko-elbląskiej, walczyła m.in. w bitwie o Elbląg.
W operacji rżewsko-wiaziemskiej w 1942 roku dywizja występowała w składzie 39 Armii; w początku miesiąca nacierała na kierunku rżewskim, następnie została przekazana do 29 Armii. W toku operacji dywizja poniosła ciężkie straty. W meldunku sytuacyjnym z 16 stycznia dywizja donosiła o tym, że 1261 pułk strzelecki posiadał jedynie ok. 200 bagnetów, podobnie 1259, a w 1263 w pierwszej linii pozostało jedynie około stu żołnierzy. Pierwszy z nich przeniesiono do II linii, pozostałe dwa okopały się w okolicach Tołstikowa. Mimo wykrwawienia, dywizja do końca miesiąca pozostała na prawej flance armii, gdzie toczyła wraz z elementami 262 Dywizji Strzeleckiej ciężkie walki o wsie Miedwiediewo, Ligostajewo, Kamienskoje i Dubrowka (do 22 stycznia). 26 stycznia jeden z pułków dywizji wydzielono i przeniesiono na prawą flankę armii, dodatkowo ją osłabiając. 1263 pułk bezskutecznie próbował utrzymać linię Aleszyno-Boczarowo, jednak obie wsie zostały utracone (za co dowódca jednego z batalionów pułku został wkrótce po bitwie skazany na śmierć przez rozstrzelanie).

## Dowódcy
Jednostką podczas wojny dowodzili następujący pułkownicy:
- Archip Iwanowicz Tołstow (17 września 1941 – 1 marca 1942)
- Wasilij Pawłowicz Szulga (2 marca – 23 maja 1942)
- Borys Siemionowicz Masłow (24 maja 1942 – 9 lipca 1943)
- Aleksandr Wasiliewicz Jakuszew (9 lipca 1943 – 11 stycznia 1944)
- Iwan Iwanowicz Serebriakow (11 stycznia 1944 – 19 marca 1944)
- Aleksandr Wasiliewicz Jakuszew (19 marca 1944 – 3 lipca 1945)